# William H. Schab
William Henry Schab (geboren als Wilhelm Heinrich Schab, 19. September 1887 in Wien, Österreich-Ungarn; gestorben 11. Februar 1975 in Tuckahoe (Westchester County, New York)) war ein austroamerikanischer Buchantiquar und Kunsthändler.

## Leben
Wilhelm Heinrich Schab war ein Sohn des Ignaz Schab und der Regine Braun. Er besuchte das Gymnasium in Wien, machte eine Lehre bei der Buchhandlung Kuppitsch und arbeitete ab 1905 beim Buchantiquar Gilhofer und Ranschburg. Nach dem Tod von Heinrich Ranschburg (1860–1914) wurde er im September 1914 Prokurist, im Juni 1919 gemeinsam mit Ernst Philip Goldschmidt Gesellschafter. Schab war Soldat im Ersten Weltkrieg und wurde mit einer Tapferkeitsmedaille ausgezeichnet. Er heiratete 1918 Ada Loewy, sie hatten zwei Kinder.
Schab führte ab 1923 die neu eröffnete Filiale Gilhofer & Ranschburg in Luzern. Er war von dort aus an den Verhandlungen über Kunstobjekte als Österreichs Kriegspfand beteiligt. In Moskau erwarb er zwischen 1928 und 1931 mit dem Mitgesellschafter Ranschburg Objekte aus der vom sowjetischen Staat konfiszierten Kunstsammlung der russischen Zarenfamilie. Schab war 1930 am Verkauf einer Gutenberg-Bibel an die Library of Congress beteiligt.
Nach dem Anschluss Österreichs 1938 wurde das Antiquariat in Wien arisiert, und Schab floh im September 1938 über Luzern in die USA, wo er 1939 in New York wieder ein Antiquariat eröffnete (William H. Schab Gallery), in dem er zeitweise mit Hans Peter Kraus zusammenarbeitete. Er druckte in den USA über 50 Verkaufskataloge und eröffnete 1956 auch wieder eine Niederlassung in Luzern. Er konzentrierte sich nunmehr auf den Handel mit Kunstgrafik und Zeichnungen. Ab dem Jahr 1972 übernahm sein Sohn Frederick G. Schab (1924–2020) sukzessive die Geschäftsführung.